# James Thornhill
James Thornhill (Melcombe Regis, 25 de julio de 1675 o 1676 – Weymouth, 4 de mayo de 1734) fue un pintor inglés de temas históricos, seguidor de la tradición barroca italiana. 

## Biografía
Era hijo de Walter Thornhill de Wareham y de Mary, la hija mayor del coronel William Sydenham, gobernador de Weymouth. En 1689, fue aprendiz de Thomas Highmore (1660–1720), un especialista en pintura decorativa no figurativa. De joven, también aprendió mucho de Antonio Verrio (1639–1707) y de Louis Laguerre (1663–1721), ambos destacados pintores decorativos extranjeros que para entonces trabajaban en Inglaterra. En 1696 completó su aprendizaje y en marzo de 1704 se convirtió en un Freeman of the Painter-Stainers’ Company of London. 
Desde 1707, Thornhill trabajó con éxito para personas de la alta sociedad. En junio de 1718, Jorge I lo nombró pintor de la corte y en marzo de 1720, Sargento Pintor. El mismo año se convirtió en maestro de la Compañía de Pintores y en 1723 entró en la Sociedad Real. Desde 1722 a 1734 también fue miembro del Parlamento. El 2 de mayo de 1720, el rey lo nombró caballero.